# Taunton
Taunton er hovedbyen (County town) i Somerset i det sydlige England. Byen har ca. 60.000 indbyggere (inkl. Staplegrove). Den er placeret på vejen fra Exeter til Bristol.
Byen er opkaldt efter floden Tone, som den ligger ved, dvs. "Town on Tone".
51°01′09″N 3°06′00″V / 51.0192°N 3.1°V